# 李鳳奎 (清の反乱指導者)
李 鳳奎（り ほうけい、拼音: Lǐ Fèngkuí リ・フェンクイ、? - 1861年5月15日）は、清の道光年間に、直隷承徳府朝陽県（現代の遼寧省朝陽市）南腰営子村
腰而营子村で生まれた、反乱の指導者。

## 生涯
李鳳奎が少年であったころ、一家族は貧しく、生計は逼迫していた。李鳳奎は成人する前から、裕福な家庭で長期労働者として働いた。その後、金廠溝樑鎮に行き、金採掘の労働者となった。1859年（清咸豊9年）、李鳳奎の支援を受けた李白玉が、200人以上の人々を率いて朝陽県に入り、県衛を包囲し、また、福合店や章程局などの大商店を占拠して、反乱軍のために銀5,000両と兵糧500石を調達した。
1861年（清咸豊11年）3月14日、李鳳奎と才宝善（別名、柴宝善）は、57名の有能な部下を率いて腰営子を出発して北上し、正午に朝陽城の南10里に位置する大興店に到着して、昼食をとり、この知らせを聞いた知県（県令）の富昌は非常に慌てた。李鳳奎の反乱軍は一挙に朝陽県城を占領した。その後、李鳳奎の部隊は拡大して数千人にまで膨れ上がり、鳳凰山の南荒甸子での軍事装備を整備し、李鳳奎は皇帝と称し、才宝善を軍師、劉珠を領兵元帥に任じて、県城、鳳凰山、荒甸子の一帯を根拠地とした。3月には反乱軍が凌源と赤峰を相次いで占領した。李鳳奎は数百人の兵を南下させ、3月23日に建昌（後の凌源市）を占領した。李鳳奎の反乱は朝廷を震撼させ、西洋人との接触を避けて承徳にいた咸豊帝を不安にした。 1861年5月15日、李鳳奎は清の将領であった克興阿によって殺され、李鳳奎と劉珠の首は熱河行宮（避暑山荘）に送られたが、これに対して咸豊帝は大きな褒賞を与えた。